# Šport u 1964.
◄◄ | ◄ | 1961. | 1962. | 1963. | 1964.  | 1965. | 1966. | 1967. | ► | ►►
Arhitektura • Astronautika • Astronomija • Biologija • Film • Fotografija • Glazba • Kazalište • Kemija • Kiparstvo • Knjige • Književnost • Kršćanstvo • Meteorologija • Medicina • Planinarstvo • Politika • Pravo • Promet • Slikarstvo • Strip • Šport • Televizija • Znanost • Zrakoplovstvo • Željeznički promet
Šport u 1964.

## Svijet

### Natjecanja

#### Svjetska natjecanja
- Od 6. do 15. ožujka – Svjetsko prvenstvo u rukometu u Čehoslovačkoj: prvak Rumunjska
- Od 10. do 24. listopada – XVIII. Olimpijske igre – Tokio 1964.

#### Kontinentska natjecanja

##### Europska natjecanja
- Od 17. do 21. lipnja – Europsko prvenstvo u nogometu u Španjolskoj: prvak Španjolska

## Hrvatska i u Hrvata

### Rođenja
- 22. listopada – Dražen Petrović, hrvatski košarkaš († 1993.)

## Vanjske poveznice
|  | Zajednički poslužitelj ima još gradiva o temi Šport u 1964. |